# Tergu
Tergu (sardisk: Zèlgu) er en by og en kommune (comune) i provinsen Sassari i regionen Sardinien i Italien. Byen ligger i 284 meters højde og har 595 indbyggere (2016). Kommunen har et areal på 36,88 km² og grænser til kommunerne Castelsardo, Nulvi, Osilo, Sedini, Sennori og Sorso.